# Pit Bulls & Condenados

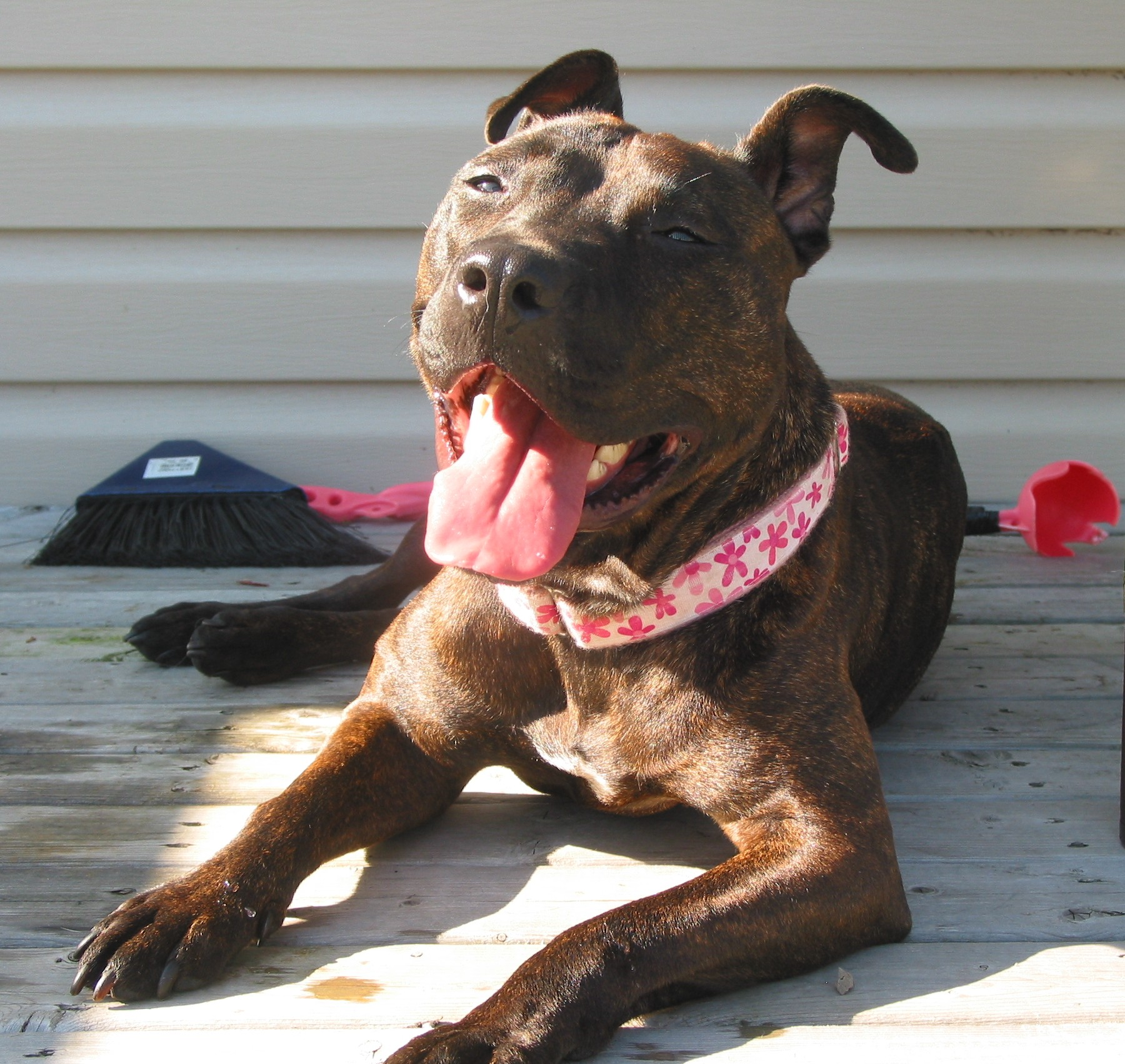
Pitbull

Pit Bulls & Condenados (em inglês: Pit Bulls & Parolees) é um reality show americano do Animal Planet, que enfrenta os mal-entendidos da raça Pit Bull. A série estreou em 30 de outubro de 2009. Ele apresenta o Villalobos, um Centro de Resgate e foi originalmente localizado em Agua Dulce, Califórnia; no entanto, a organização transferiu-se para Nova Orleans, Louisiana.
É o mair abrigo de pit bull dos Estados Unidos.
Fundado pela Tia Torres e apareceu no The Daily Show com Jon Stewart em 24 de setembro de 2014, ela afirmou que a sua organização tem cerca de 400 cães e que a notoriedade do show resultou em "quatro vezes", como muitos cães sendo direcionado para a sua organização.

## Background
Pit Bulls & Condenados retrata o dia-a-dia das operações no Villalobos, do Centro de Resgate (VRC), incluindo resgata de abusados, negligenciados e cães abandonados e centro de esforços para a adoção de fora os cães para os novos proprietários. O centro fundado pela Tia Maria Torres, concordou em ser o show para ajudar a pagar parte de Villalobos', em seguida, de US$25.000 por mês. Desde que se mudou todo o grupo de resgate, incluindo todos os cães, liberdade condicional, que queria ir, e sua família para Nova Orleans, as despesas têm triplicou. Eles agora são de $80.000 por mês. O principal foco é a interação entre Tia, seus cães, e a liberdade condicional que trabalham para ela durante os cuidados diários e de formação deveres, e pit bull missões de resgate.
Tia estados no show: "Minha missão é resgatar; a minha esperança é que um dia eu não vou ter."
O programa também retrata a interação entre Tia, suas filhas (Tania e Mariah), e os filhos gêmeos (Kanani e Keli i). Todos os quatro ajudar a executar o centro, com Villalobos' equipe de voluntários e funcionários, muitos dos quais são homônimo de liberdade condicional.

### Relocação
Em 2011, Torres tinha planejado para mover o Villalobos para uma pequena cidade chamada Tehachapi, na Califórnia, a cerca de 75 quilômetros ao norte de onde ele tinha operado em Agua Dulce. Ele parecia ser um lugar ideal para VRC para mudar com a superabundância de Pit Bulls no Condado de Kern e uma unidade prisional na cidade, com o recém-lançado presos à procura de trabalho. VRC protegido de todas as devidas autorizações; mas, no momento final, Condado de Kern não conceder autorização para o resgate para conduzir os seus negócios na área remota do "Velho Oeste, Rancho," Tehachapi. Perder todas as suas economias pessoais gasto em Tehachapi, o projeto e centenas de horas-homem, VRC foi forçado a permanecer em Agua Dulce.
Como as regras relativas ao canil permite que foram se tornando cada vez mais restrito e caro no Condado de Los Angeles, o resgate anunciado no dia 13 de novembro de 2011 que eles mudariam a facilidade de fora da Califórnia, a fim de sobreviver financeiramente. Depois de considerar vários locais, foi as lembranças do VRC os esforços de resgate durante o Furacão Katrina, que liderou o grupo sem fins lucrativos para escolher Louisiana para a sua nova casa. Demorou quase um ano para fazer o movimento todo completo; em 1 de janeiro de 2012, Tia Torres chegou com o último grupo de cães, tornando o estado da Louisiana e só local permanente. O novo resgate e adoção de instalação está localizada no canto Superior 9 da Ala de Nova Orleans, Louisiana, com vários outros "satélite" locais espalhados por todo o Sul da Louisiana área.